# Ivan Štyl'
Ivan Aleksandrovič Štyl' (in russo Иван Александрович Штыль?; Komsomol'sk-na-Amure, 6 agosto 1986) è un canoista russo.

## Palmarès

### Olimpiadi
- 1 medaglia:
  - 1 bronzo (Londra 2012 nel C-1 200 m)

### Mondiali
- 23 medaglie:
  - 15 ori (Szeged 2006 nel C-2 200 m; Duisburg 2007 nel C-2 200 m; Dartmouth 2009 nel C-1 4x200 m; Poznań 2010 nel C-1 200 m; Poznań 2010 nel C-1 4x200 m; Szeged 2011 nel C-1 4x200 m; Duisburg 2013 nel C-1 4x200 m; Duisburg 2013 nel C-2 500 m; Mosca 2014 nel C-2 200 m; Mosca 2014 nel C-2 500 m; Mosca 2014 nel C-1 4x200 m; Milano 2015 nel C-2 200 m; Račice 2017 nel C-2 200 m; Račice 2017 nel C-2 500 m; Montemor-o-Velho 2018 nel C-4 500 m)
  - 7 argenti (Duisburg 2007 nel C-4 200 m; Dartmouth 2009 nel C-2 200 m; Dartmouth 2009 nel C-2 500 m; Poznań 2010 nel C-2 200 m; Szeged 2011 nel C-1 200 m; Duisburg 2013 nel C-1 200 m; Montemor-o-Velho 2018 nel C-1 200 m)
  - 1 bronzo (Montemor-o-Velho 2018 nel C-2 200 m)

### Europei
- 9 medaglie:
  - 8 ori (Montemor-o-Velho 2013 nel C-2 500 m; Brandenburg 2014 nel C-2 200 m; Brandenburg 2014 nel C-2 500 m; Mosca 2016 nel C-2 500 m; Plovdiv 2017 nel C-2 200 m; Plovdiv 2017 nel C-2 500 m; Belgrado 2018 nel C-2 200 m; Belgrado 2018 nel C-4 500 m)
  - 1 argento (Belgrado 2018 nel C-1 200 m)

### Universiadi
- 2 medaglie:
  - 2 ori (Kazan 2013 nel C-2 200 m; Kazan 2013 nel C-2 500 m)